# 감정중학교
감정중학교(坎井中學校)는 대한민국 경기도 김포시 감정동에 있는 공립 중학교이다.

## 학교 연혁
- 2006년 2월 18일 : 감정중학교 신축공사 준공
- 2006년 3월 1일 : 감정중학교 제1대 황광주 교장 취임
- 2006년 3월 2일 : 감정중학교 제1회 입학식
- 2009년 2월 17일 : 감정중학교 제1회 졸업식 (332명)
- 2011년 6월 10일 : 체육관 준공
- 2023년 9월 1일 : 제7대 손진웅 교장 취임
- 2024년 1월 4일 : 감정중학교 제16회 졸업식(226명)
- 2024년 3월 4일 : 감정중학교 제19회 입학식(322명)

## 참고 자료
- 감정중학교 - 한국교육학술정보원 학교알리미